# Stephen Bradley (calciatore)
Stephen Bradley (Dublino, 19 novembre 1984) è un allenatore di calcio ed ex calciatore irlandese, di ruolo centrocampista, tecnico dei Shamrock Rovers.

## Statistiche

### Statistiche da allenatore
Statistiche aggiornate al 30 ottobre 2024.
| Stagione        | Squadra         | Campionato      | Campionato | Campionato | Campionato | Campionato | Coppe nazionali | Coppe nazionali | Coppe nazionali | Coppe nazionali | Coppe nazionali | Coppe continentali | Coppe continentali | Coppe continentali | Coppe continentali | Coppe continentali | Altre coppe | Altre coppe | Altre coppe | Altre coppe | Altre coppe | Totale | Totale | Totale | Totale | % Vittorie | Piazzamento |
| Stagione        | Squadra         | Comp            | G          | V          | N          | P          | Comp            | G               | V               | N               | P               | Comp               | G                  | V                  | N                  | P                  | Comp        | G           | V           | N           | P           | G      | V      | N      | P      | %          | Piazzamento |
| --------------- | --------------- | --------------- | ---------- | ---------- | ---------- | ---------- | --------------- | --------------- | --------------- | --------------- | --------------- | ------------------ | ------------------ | ------------------ | ------------------ | ------------------ | ----------- | ----------- | ----------- | ----------- | ----------- | ------ | ------ | ------ | ------ | ---------- | ----------- |
| lug.-ott. 2016  | Shamrock Rovers | PD              | 15         | 7          | 4          | 4          | FAICup+CdL      | 2+1             | 1+0             | 0+0             | 1+1             | UEL                | 1                  | 0                  | 1                  | 0                  | -           | -           | -           | -           | -           | 19     | 8      | 5      | 6      | 42,11      | Sub, 4°     |
| 2017            | Shamrock Rovers | PD              | 33         | 17         | 3          | 13         | FAICup+CdL      | 5+4             | 3+3             | 1+0             | 1+1             | UEL                | 4                  | 2                  | 0                  | 2                  | LSC         | 1           | 0           | 0           | 1           | 47     | 25     | 4      | 18     | 53,19      | 3°          |
| 2018            | Shamrock Rovers | PD              | 36         | 18         | 8          | 10         | FAICup+CdL      | 1+1             | 0+0             | 0+0             | 1+1             | UEL                | 2                  | 0                  | 1                  | 1                  | LSC         | 2           | 1           | 0           | 1           | 42     | 19     | 9      | 14     | 45,24      | 3°          |
| 2019            | Shamrock Rovers | PD              | 36         | 23         | 6          | 7          | FAICup+CdL      | 5+1             | 4+0             | 1+1             | 0+0             | UEL                | 4                  | 2                  | 1                  | 1                  | LSC         | 1           | 0           | 0           | 1           | 47     | 29     | 9      | 9      | 61,70      | 2°          |
| 2020            | Shamrock Rovers | PD              | 18         | 15         | 3          | 0          | FAICup          | 4               | 3               | 0               | 1               | UEL                | 2                  | 0                  | 1                  | 1                  | -           | -           | -           | -           | -           | 24     | 18     | 4      | 2      | 75,00      | 1°          |
| 2021            | Shamrock Rovers | PD              | 36         | 24         | 6          | 6          | FAICup          | 2               | 1               | 0               | 1               | UEL+UECL           | 2+4                | 1+2                | 0+0                | 1+2                | SI          | 1           | 0           | 1           | 0           | 45     | 28     | 7      | 10     | 62,22      | 1°          |
| 2022            | Shamrock Rovers | PD              | 36         | 24         | 7          | 5          | FAICup          | 3               | 2               | 0               | 1               | UCL+UEL+UECL       | 4+4+6              | 2+3+0              | 1+0+2              | 1+1+4              | SI          | 1           | 0           | 1           | 0           | 54     | 31     | 11     | 12     | 57,41      | 1°          |
| 2023            | Shamrock Rovers | PD              | 36         | 20         | 12         | 4          | FAICup          | 1               | 0               | 0               | 1               | UCL+UECL           | 2+2                | 0+0                | 0+0                | 2+2                | SI+LSC      | 1+1         | 0           | 0           | 1+1         | 43     | 20     | 12     | 11     | 46,51      | 1°          |
| 2024            | Shamrock Rovers | PD              | 36         | 17         | 10         | 9          | FAICup          | 1               | 0               | 0               | 1               | UCL+UEL+UECL       | 4+4+8              | 1+1+4              | 1+0+2              | 2+3+2              | SI+LSC      | 1+3         | 1+1         | 0+1         | 0+1         | 57     | 25     | 14     | 18     | 43,86      | 2°          |
| Totale carriera | Totale carriera | Totale carriera | 282        | 165        | 59         | 58         |                 | 31              | 17              | 3               | 11              |                    | 53                 | 18                 | 10                 | 25                 |             | 12          | 3           | 3           | 6           | 378    | 203    | 75     | 100    | 53,70      |             |

## Palmarès

### Giocatore

#### Competizioni nazionali
- Campionato irlandese: 1

Drogheda Utd.: 2007
- Coppa d'Irlanda: 1

Drogheda Utd.: 2005

### Allenatore

#### Competizioni nazionali
- Campionato irlandese: 4

Shamrock Rovers: 2020, 2021,  2022, 2023
- Coppa d'Irlanda: 1

Shamrock Rovers: 2019
- Supercoppa d'Irlanda: 2

Shamrock Rovers: 2022, 2024